# Zamenis hohenackeri
Espèce
Synonymes
- Coluber hohenackeri Strauch, 1873
- Elaphe hohenackeri (Strauch, 1873)
- Coluber tauricus Werner, 1898
- Elaphe hohenackeri taurica (Werner, 1898)

Statut de conservation UICN

 LC  : Préoccupation mineure
Zamenis hohenackeri  est une espèce de serpents de la famille des Colubridae.

## Répartition
Cette espèce se rencontre :
- en Israël ;
- au Liban ;
- en Turquie ;
- en Arménie ;
- en Syrie ;
- dans la partie caucasienne de la Russie ;
- en Azerbaïdjan ;
- en Géorgie ;
- dans le nord-ouest de l'Iran ;
- dans le nord-est de l'Irak.

## Étymologie
Cette espèce est nommée en l'honneur du physicien suisse Rudolph Friedrich Hohenacker (1798–1874).

## Sous-espèces
Selon The Reptile Database (4 juillet 2013) :
- Zamenis hohenackeri hohenackeri (Strauch, 1873)
- Zamenis hohenackeri tauricus (Werner, 1898)

## Publications originales
- Strauch, 1873 : Die Schlangen des Russischen Reichs, in systematischer und zoogeographischer Beziehung. Mémoires de l'Académie Impériale des Sciences de St-Pétersbourg, sér. 7, vol. 21, no 4, p. 1-288 (texte intégral).
- Werner, 1898 : Über einige neue Reptilien und einen neuen Frosch aus dem cilicischen Taurus. Zoologischer Anzeiger, vol. 21, no 555, p. 217-223 (texte intégral).